# Turbocode
Turbocodes zijn een klasse van nieuwere foutcorrectiecodes met eigenschappen die datacommunicatie tot zeer dicht bij de Shannonlimiet mogelijk maken. Turbocodes zijn qua prestatie en complexiteit vergelijkbaar met Low-density Parity-check codes (LDPC) maar turbocodes werden eerder algemeen toegepast.
Het principe van een turbocode berust op het feit dat de data tweemaal, volgens verschillende systematiek, gecodeerd worden in een bitstroom. Bij ontvangst kan door combinatie van de ontvangen bits, informatie over hoe betrouwbaar de ontvangst van elke bit was en de systematiek van de twee codes veel foute bits worden gecorrigeerd. Het decoderen gebeurt door middel van een recursief algoritme dat gebruikmaakt van een Maximum a posteriori schatter ofwel MAP-schatter.
De methodiek van turbocodes is voor het eerst beschreven door de Fransen Claude Berrou en Alain Glavieux en Thai Punya Thitimajshima in het in 1993 verschenen artikel: "Near Shannon Limit error-correcting coding and decoding: Turbo-codes" en was destijds baanbrekend. Het verbeteren van turbocodes en hun implementatie is nog steeds een actief onderzoeksgebied op meerdere universiteiten en instellingen.
Turbocodes worden onder andere toegepast in WiMAX, UMTS, DVB-RCS en DVB-S2.
France Télécom bezit belangrijke octrooien wat betreft de implementatie van Turbocodes.